# Isabelle Waldberg
Isabelle Waldberg (Oberstammheim, 1911 - París, 12 de abril de 1990), nacida Isabelle Marghareta Maria Farner fue una escultora suiza. Fue la esposa del crítico Patrick Waldberg.

## Datos biográficos
Farner nació en la localidad de Oberstammheim, en el cantón de Zúrich, al norte de Suiza.

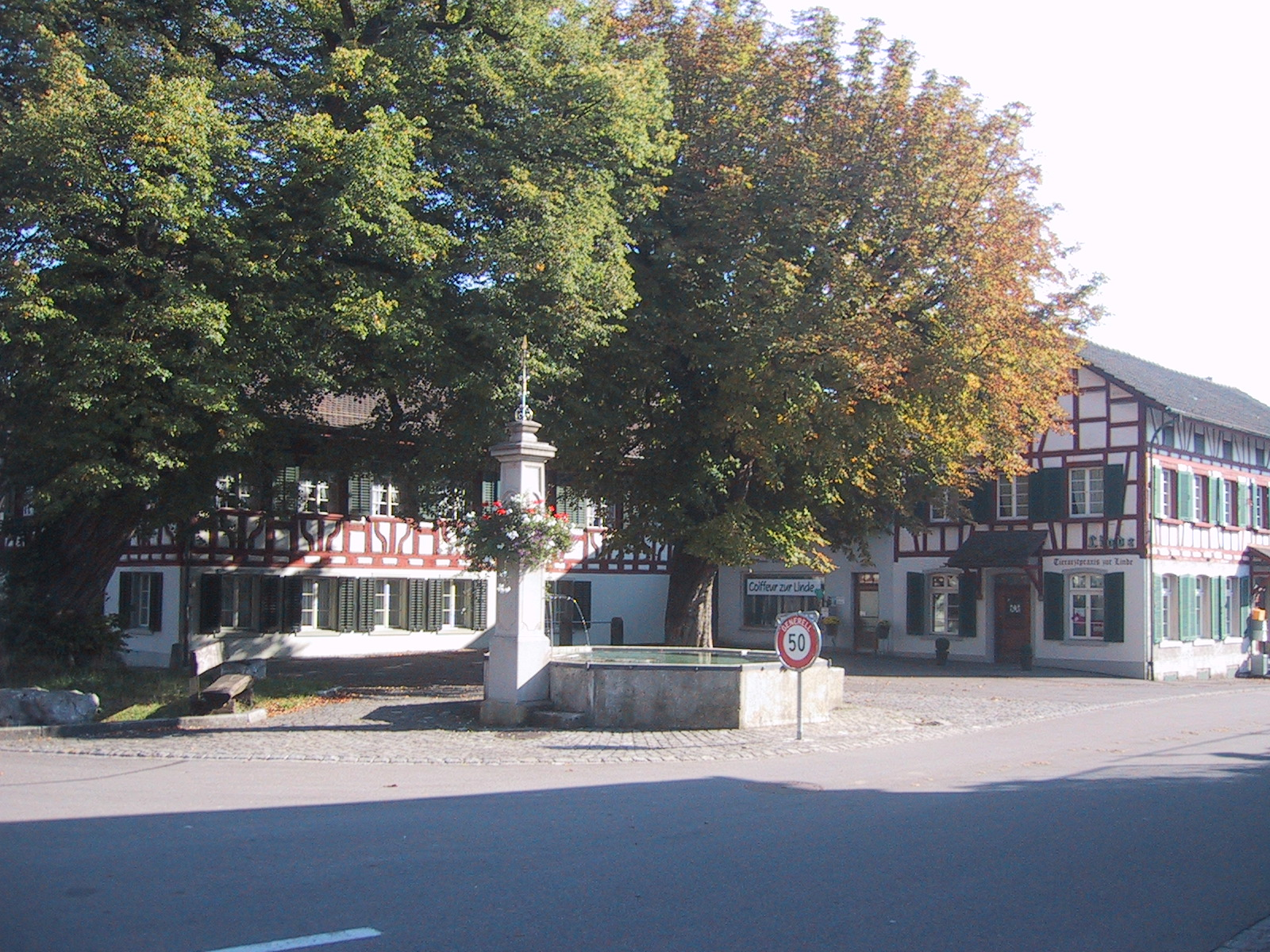
Vista de la plaza central de Oberstammheim

Durante la década de 1930, mientras preparaba una tesis sobre Nietzsche, siguiendo los estudios de sociología y de etnología en la École des Hautes études de la Sorbonne. Allí conoció a Patrick Waldberg, pero fue Georges Bataille quien le invitó a unirse al grupo de la revista Acéphale dirigido por él mismo. 
En 1940 con el inicio de la guerra, Isabelle y su esposo partieron hacia los Estados Unidos, se instalaron en Nueva York donde coincidieron con otros surrealistas en el exilio como Marcel Duchamp, André Breton y el crítico Robert Lebel que se convirtió, al igual que Hans Arp, en su más firme defensor. A partir de 1943, Isabelle Waldberg comenzó a producir construcciones de alambre. Regresó a París en 1946 y se instaló en el taller de Duchamp que dijo de ella: 

"Isabelle sculpte, ausculte, s'occulte et exulte"
Isabelle esculpe, ausculta, se oculta y exulta

El taller de Duchamp, que nunca dejó, estaba situado en el número 11 de la rue Larrey del V Distrito de París.
En 1961, recibió el Premio Antoine Bourdelle.
A partir de 1975, fue maestra en la École nationale supérieure des beaux-arts de París.
Siguiendo los pasos de su amigo Alberto Giacometti al que conoció en 1936, Waldberg reunió en sus esculturas diferentes materiales: madera (abandonada en 1952), hierro, yeso, corcho, acero, metacrilato, y también durante las décadas de 1970 y 1980, el bronce.
Sus obras se presentaron , entre otros, en la exposición internacional de surrealismo de 1947 (galería Aimé Maeght), en las galerías de Claude Givaudan y en la exposición de Der Geist surrealismo (Colonia , 1971).